# Polónium-hexafluorid
A polónium-hexafluorid kémiai vegyület, képlete PoF6. Egyike a tizenhét ismert biner hexafluoridnak. Fehér színű, illékony szilárd anyag.

## Előállítása
1945-ben megkísérelték a
Po + 3 F2 → PoF6
reakcióval előállítani, de nem sikerült a kívánt vegyületet kapni. A vegyület forráspontját −40 °C-nak jósolták.
Polóniumfém fluorozásával sikerült előállítani.

## Fordítás
Ez a szócikk részben vagy egészben  a   Polonium hexafluoride című angol Wikipédia-szócikk ezen változatának fordításán alapul.  Az eredeti cikk szerkesztőit annak laptörténete sorolja fel. Ez a jelzés csupán a megfogalmazás eredetét és a szerzői jogokat jelzi, nem szolgál a cikkben szereplő információk forrásmegjelöléseként.